# عسل‌خوار چانه‌سفید
عسل‌خوار چانه‌سفید (نام علمی: Myzomela albigula) نام یک گونه از سرده عسل‌خوارهای کوتوله است.